# Klánovice
Klánovice (en allemand : Klanowitz) est un quartier pragois situé dans l'est de la capitale tchèque, appartenant à l'arrondissement de Prague 21, d'une superficie de 590 hectares est un quartier de Prague. En 2008, la population était de 2939 habitants. 
La ville est devenue une partie de Prague en 1974.